# Fesshaye Yohannes
Fessehaye Yohannes, bijnaam Joshua, was een Eritrees schrijver, journalist en nieuwsbladeigenaar.
Hij was verder een bekend dichter en toneelschrijver. Hij studeerde in 2000 gedurende een jaar dramaturgie en theater in het Verenigd Koninkrijk.

## Onafhankelijkheidsoorlog
Tijdens de Eritrese Onafhankelijkheidsoorlog van Ethiopië tot 1991 was Yohannes guerrillastrijder.

## NieuwsbladSetit
Yohannes zette samen met Dawit Isaak medio jaren '90 het nieuwsblad Setit op. Het groeide uit tot een nationale krant met onderzoeksjournalistiek en berichtgeving over het machtsmisbruik van de regering. Het was anno 2000 het grootste en meest gematigde private wekelijkse nieuwsblad van Eritrea.
Setit versloeg niettemin ook moeilijke en controversiële onderwerpen, zoals over armoede, prostitutie en het gebrek aan voorzieningen voor oorlogsveteranen.

## Arrestatie
In mei 2001 publiceerde een groep van 15 kabinetsleden, later de G15 genoemd, een open brief aan de regering van Eritrea waarin ze democratische hervormingen eisten en een grondig onderzoek naar de gebeurtenissen die hadden geleid tot de terugkerende oorlog met Ethiopië. De brief werd gepubliceerd in de vrije pers, waarbij de publicatie in Setit in het oog sprong omdat ze gepaard ging met een serie vergelijkbare brieven aan president Isaias Afewerki.
Op de aanslagen op 11 september 2001 in de Verenigde Staten reageerde de regering door alle burgerlijke vrijheden drastisch in te perken onder het voorwendsel van antiterrorismewetgeving. Van de G15-politici waren er elf opgepakt, evenals Yohannes, Isaak en twaalf andere kranteigenaren, redacteuren en journalisten, onder wie bijvoorbeeld Seyoum Tsehaye.

## Dood
In mei 2002 begon Yohannes samen met negen andere gevangen journalisten aan een hongerstaking. Ze werden hierop overgeplaatst en afgezonderd van de buitenwereld op een geheime gevangenislocatie. De datum van zijn dood is onzeker. Sommige bronnen melden dat hij na een lang sterfbed is overleden op 11 januari 2007. Volgens de verbannen partijleider van de oppositie, Adhanom Gebremariam, zou hij echter op 13 december 2002 dood in zijn cel zijn aangetroffen. Volgens Afrol News zou hij in 2003 zijn overleden.
Tot op heden (stand 2010) hebben de gevangen journalisten nog steeds geen officiële aanklacht tegen zich uit horen spreken.

## Onderscheiding
In oktober 2002 werd Yohannes door de Committee to Protect Journalists onderscheiden met de Internationale Persvrijheidsprijs.